# Yassine Rahmouni
Yassine Rahmouni (ou Yessin Rahmouni, né le 2 octobre 1984) est un cavalier marocain de dressage. Il participe aux Jeux olympiques d'été de 2012 à Londres ainsi qu'aux Jeux équestres mondiaux de 2014 à Caen en Normandie, avec Floresco NRW.

## Biographie
Il naît le 2 octobre 1984 à Haarlem, aux Pays-Bas, et parle donc couramment le néerlandais. Il participe à ses premières compétitions de dressage à l'âge de 15 ans, ayant choisi cette dernière discipline plutôt que le saut d'obstacles car elle demande davantage de contrôle sur le cheval. 
Il devient un cavalier officiel marocain en 2011, à la suite d'une rencontre avec la famille royale, notamment la princesse Lalla Amina, pendant du jet-ski durant ses vacances de retour au Maroc. Intéressée par ses compétences équestres, elle lui achète le cheval Floresco NRW dans l'objectif de participer aux Jeux olympiques. Il est entraîné par Anky van Grunsven. Il décroche sa qualification pour les Jeux olympiques en mars 2012, grâce au soutien de Sa Majesté le Roi Mohammed VI, qui a confié sa supervision à la princesse Lalla Amina, présidente de la Fédération royale marocaine des sports équestres. Avec 2 180 points, il est le cavalier de dressage le mieux classé du groupe F, regroupant les pays d'Afrique et du Moyen-Orient.
Rahmouni est le premier Africain de l'histoire à se qualifier dans la discipline du dressage pour les Jeux olympiques d'été de 2012 à Londres, faisant par conséquent du Maroc le premier pays africain et arabe à atteindre ce niveau de compétition en dressage,. Fin 2013, le couple est arrêté 7 mois en raison d'une blessure de Floresco.
Il est aussi le premier cavalier marocain à concourir en dressage lors des Jeux équestres mondiaux en 2014 à Caen. Il est récompensé avec son cheval lors du 14e trophée Maroc équestre en avril 2018. En mars 2019, il se qualifie pour la dernière étape qualificative de Coupe du monde de dressage à Bois-le-Duc.
Il est nommé porte-drapeau de la délégation marocaine aux Jeux olympiques d'été de 2024 à Paris aux côtés de la golfeuse Inès Laklalech.

## Palmarès
- 2009 : Espoir de l'équipe néerlandaise de dressage[3]
- 2011 : 5e au championnat néerlandais ; 4e et 5e du Grand Prix de Kiev en Ukraine[3]
- 2012 : 3e du Grand Prix Special de Wrocław en Pologne en 2012 ; 3e du Grand Prix de Zhaskow en Ukraine[3]
- Août 2012 : 49e individuel lors du premier tours de la compétition de dressage aux Jeux olympiques d'été de 2012 à Londres[8]
- Mai 2014 : vainqueur du Grand Prix de Roosendaal[4]
- Août 2014 : 81e individuel lors des qualifications au Grand Prix de dressage des Jeux équestres mondiaux de 2014 à Caen[8]
- Septembre 2014 : 12e individuel de la Coupe du Monde Dressage FEI - Ligue d'Europe Centrale à  Czosnow[8]

## Son cheval
Yassine Rahmouni monte Floresco NRW, un cheval Westphalien né en 1998, appartenant initialement à Patrik Kittel.